# Ken Ogata
Akinobu Ogata, conhecido pelo pseudônimo de Ken Ogata (Tóquio, 20 de julho de 1937 – Tsurumi-ku, 5 de outubro de 2008) foi um ator japonês.
Começou a carreira como ator de teatro, na década de 1950. Estreou no cinema em 1974, com Suna no utsuwa  (Castelo de areia), de Yoshitarō Nomura. Tornou-se conhecido do público ocidental graças à sua atuação em A Balada de Narayama, filme vencedor da Palma de Ouro de Cannes em 1983. Interpretou o escritor Yukio Mishima no filme Mishima: Uma Vida em Quatro Partes (1985), de Paul Schrader, e trabalhou com Peter Greenaway em O Livro de Cabeceira (1996).